# Curnonidae
Curnonidae d'Udekem d'Acoz, 2017 è una famiglia di molluschi nudibranchi appartenente alla superfamiglia Proctonotoidea.

## Tassonomia
La famiglia comprende i seguenti generi:
- Curnon d'Udekem d'Acoz, 2017
- Pseudotritonia Thiele, 1912